# Hallyday Bercy 2003
Lives par Johnny Hallyday
Singles
1. Le cœur en deux
Sortie : 4 décembre 2020
2. Essayez
Sortie : 28 mai 2021

Bercy 2003 est un album live de Johnny Hallyday, enregistré le 20 décembre 2003, au Palais omnisports de Paris-Bercy, dans le cadre de la tournée Plus près de vous. Resté alors inédit, il sort à titre posthume, le 11 décembre 2020.

## Histoire
Après s'être produit pour la seconde fois au Parc des Princes, Les 10, 11, 14 et 15 juin et avoir effectué une tournée des stades en France, en Suisse et en Belgique (douze au total), Johnny Hallyday repart sur les routes à l'automne, pour une tournée « plus intime » nommée Plus près de vous. Elle s'achève trente cinq représentations plus tard, les 15, 16, 20 et 21 décembre (le 18, il est sur scène au Zénith d'Auvergne), au Palais omnisports de Paris-Bercy,, salle dans laquelle il n'a plus chanté depuis le Lorada Tour de 1995.
Frédéric Lerner (accompagné à la guitare par Norbert Krief, ancien guitariste de Trust et d'Hallyday), assure la première partie de la tournée Plus près de vous, chaque soir, rejoint Johnny sur scène, pour un duo sur Dis-le moi, (titre extrait de l'album À la vie, à la mort).
Restée inédit aux disques à l'époque, bien qu'enregistrée, Universal ayant fait le choix de privilégier la diffusion d'un album live au Parc des Princes, la captation du tour de chant à Bercy vivement attendue par le public de l'artiste, notamment du fait de la présence dans le récital d'une chanson de 1977, Le cœur en deux totalement inédite à la scène et pour la première fois incluse à un récital, l'album live sort dix-sept ans plus tard, en décembre 2020,.

## Autour de l'album
Éditions 2020 :
L'album sort le 11 décembre 2020,, sous les supports et références suivants :
Double CD Panthéon Mercury France Universal 0742036
Double 33 tours Panthéon Mercury Universal 0742024
33 tours Panthéon Mercury Universal pictures disc 0742028 0742028
Coffret limité et numéroté à 2000 exemplaires. Quadruple 33 tours + 4 Photos 30x30 Panthéon Mercury Universal 0742012
45 tours Panthéon Mercury Universal  0733 861 : Le cœur en deux (version live Bercy 2003) - Le cœur en deux (version studio 45 tours 1977)
La version enregistrée en public à Bercy Le cœur en deux n'est pas totalement inédite mais elle n'est pas la même que celle proposé en 2012 de façon plus confidentielle, sur le CD 21 Inédits et raretés du coffret Universal Johnny History. La version proposée dans ce coffret est celle du 21 décembre, soir de la dernière.
Éditions 2021 :
Bercy 2003 est réédité dans une nouvelle version le 4 juin 2021, enrichit de deux titres bonus captés lors de la dernière représentation du 21 décembre 2003 : Whole Lotta Shakin' Goin' On et M'arrêter là, avec Yvan Cassar au piano.
Supports et références, :
Coffret Piano 4 LP - 2 CD - 2 DVD Universal 3500889
Coffret 4 LP couleurs Universal 0742018
Double CD - 1 DVD Universal 0742030
DVD Universal 0742035

## Liste des titres
CD 1
| No  | Titre                                          | Paroles                                | Musique                            | Durée |
| --- | ---------------------------------------------- | -------------------------------------- | ---------------------------------- | ----- |
| 1.  | introduction Bercy 2003                        |                                        |                                    |       |
| 2.  | Que je t'aime                                  | Gilles Thibaut                         | Jean Renard                        |       |
| 3.  | Fils de personne (Fortunate Son)               | Philippe Labro (adaptation)            | John Fogerty                       |       |
| 4.  | Gabrielle (The King Is Dead)                   | Long Chris, Patrick Larue (adaptation) | Tony Cole (musician) (en)          |       |
| 5.  | Quelque chose de Tennessee                     | Michel Berger                          | Michel Berger                      |       |
| 6.  | O Carole (Carol)                               | Manou Roblin (adaptation)              | Chuck Berry                        |       |
| 7.  | Je n'ai jamais pleuré                          | Marc Lavoine, Marc Esposito            | Marc Lavoine, Jean-François Berger |       |
| 8.  | Le cœur en deux                                | Pierre Billon                          | Jacques Revaux                     |       |
| 9.  | L'instinct                                     | Gérald de Palmas                       | Gérald de Palmas                   |       |
| 10. | Qu'est-ce que tu croyais (Rock'n'roll Dancing) | Georges Terme (adaptation)             | S. Beckmeier, F. Beckmeier         |       |
| 11. | Marie                                          | Gérald de Palmas                       | Gérald de Palmas                   |       |
| 12. | Je suis né dans la rue                         | Long Chris                             | Mick Jones Tommy Brown             |       |

CD 2
| No  | Titre | Paroles                                                                       | Musique                                                              | Durée |
| --- | --- | ----------------------------------------------------------------------------- | -------------------------------------------------------------------- | ----- |
| 1.  | Allumer le feu | Zazie                                                                         | Pascal Obispo, Pierre Jaconelli                                      |       |
| 2.  | Je veux te graver dans ma vie (Got to Get You into My Life)                                                                     | Long Chris (adaptation)                                                       | John Lennon, Paul McCartney                                          |       |
| 3.  | Medley rhythm'n'blues : Aussi dur que du bois (Knock on Wood) Jusqu'à minuit (In The Midnight Hour) Je suis seul (What Is Soul) | Georges Aber (adaptation) Georges Aber (adaptation) Georges Aber (adaptation) | Eddie Floyd, Steve Cropper Steve Cropper, Wilson Pickett Ben E. King |       |
| 4.  | Diego libre dans sa tête | Michel Berger                                                                 | Michel Berger                                                        |       |
| 5.  | Dis-le moi (en duo avec Frédéric Lerner)                                                                                        | Fred Blondin                                                                  | Fred Blondin                                                         |       |
| 6.  | Le pénitencier (The House of the Rising Sun)                                                                                    | Hugues Aufray, Vline Buggy (adaptation)                                       | Alan Price                                                           |       |
| 7.  | L'Envie | Jean-Jacques Goldman                                                          | Jean-Jacques Goldman                                                 |       |
| 8.  | Essayez | Philippe Labro                                                                | Mick Jones, Tommy Brown                                              |       |
| 9.  | La musique que j'aime | Michel Mallory                                                                | Johnny Hallyday                                                      |       |
| 10. | M'arrêter là | Didier Golemanas                                                              | Daniel Sieff                                                         |       |

## Les musiciens
- Direction musicale et arrangements : Yvan Cassar
- Batterie : Curt Bisquera
- Claviers : Éric Chevalier
- Basse : Reggie Hamilton
- Guitares : Rejean Lachance - Robin Le Mesurier
- Cuivres Vine Street Horns : Harry Kim, Daniel Fornero, Ray Herrmann, Arturo Velasco
- Choristes : Caroline Blandin - Mimi Felixime - Johanna Manchec - Sophie Thiam - Francesco Verrecchia - Alain Couture